# Марково (Острудський повіт)
Марково (пол. Markowo, нім. Reichertswalde) — село в Польщі, у гміні Моронґ Острудського повіту Вармінсько-Мазурського воєводства.
Населення — 333 особи (2011).
У 1975-1998 роках село належало до Ольштинського воєводства.

## Демографія
Демографічна структура станом на 31 березня 2011 року:
|          | Загалом | Допрацездатний вік | Працездатний вік | Постпрацездатний вік |
| -------- | ------- | ------------------ | ---------------- | -------------------- |
| Чоловіки | 185     | 53                 | 114              | 18                   |
| Жінки    | 148     | 30                 | 90               | 28                   |
| Разом    | 333     | 83                 | 204              | 46                   |